# 巴斯尼斯鎮區 (明尼蘇達州波普縣)
巴斯尼斯鎮區（英語：Barsness Township）是位於美國明尼蘇達州波普縣的一個行政鎮區。

## 地方資料
巴斯尼斯鎮區的面積為91.80平方千米，當中陸地面積為85.60平方千米，而水域面積為5.20平方千米。根據2020年美國人口普查的數據，當地共有人口137人，而人口密度為每平方千米1.49人。